# Athyreus chalybeatus
Athyreus chalybeatus is een keversoort uit de familie cognackevers (Bolboceratidae). De wetenschappelijke naam van de soort werd in 1892 gepubliceerd door Léon Marc Herminie Fairmaire.